# Copa Mundial de Clubes de la FIFA 2008
La Copa Mundial de Clubes de la FIFA 2008 fue la quinta edición del torneo de fútbol organizado por la FIFA que se disputó desde el 11 al 21 de diciembre en Japón. En el evento participaron los campeones de las distintas confederaciones más el campeón local, por ser país organizador. En esta edición, como el campeón asiático era un equipo japonés, este cupo fue reemplazado por el club no japonés que terminó en mejor colocación de la Liga de Campeones de la AFC 2008.
El torneo coronó al ganador como campeón del mundo al Manchester United.

## Formato
La competición fue un torneo de eliminación directa en el que cada equipo jugó dos o tres partidos. Los cuartos de final los disputaron los campeones de la CAF, AFC y Concacaf, a los que se sumó el subcampeón de la AFC (en reemplazo del campeón japonés), tras una eliminación previa con el campeón de la OFC. Los perdedores disputaron el partido por el quinto lugar, mientras que los ganadores se unieron a los campeones de la UEFA y la Conmebol en las semifinales. Los perdedores de esta instancia disputaron el partido por el tercer lugar, y los ganadores la final del torneo.

## Sedes
- Tres estadios fueron designados para ser sedes:
| Yokohama                                               | Tokio                                        | Toyota                                           |
| ------------------------------------------------------ | -------------------------------------------- | ------------------------------------------------ |
| Estadio Internacional de Yokohama                      | Estadio Olímpico de Tokio                    | Estadio Toyota                                   |
| 35°30′36.16″N 139°36′22.49″E / 35.5100444, 139.6062472 | 35°40′41″N 139°42′53″E / 35.67806, 139.71472 | 35°5′4.2″N 137°10′14.2″E / 35.084500, 137.170611 |
| Capacidad: 73.237                                      | Capacidad: 57.363                            | Capacidad: 45.000                                |
|                                                        |                                              |                                                  |
| Yokohama Tokio Toyota                                  |                                              |                                                  |

## Árbitros
Se designaron siete árbitros provenientes de cada una de las confederaciones, con excepción de la AFC, de la cual se eligieron dos. Además de dos árbitros asistentes por cada uno de ellos, sin ser necesariamente de la misma nacionalidad.
| Zona                    | Árbitro          | País          | Árbitro asistente      | País          |
| ----------------------- | ---------------- | ------------- | ---------------------- | ------------- |
| Africana                | Mohamed Benouza  | Argelia       | Nasser Abdel Nabi      | Egipto        |
|                         |                  |               | Angesom Ogbamariam     | Eritrea       |
| Asiática                | Ravshan Irmatov  | Uzbekistán    | Hae Sang Jeong         | Corea del Sur |
|                         | Yuichi Nishimura | Japón         | Bahadyr Kochkorov      | Kirguistán    |
|                         |                  |               | Abdukhamidullo Rasulov | Uzbekistán    |
|                         |                  |               | Toru Sagara            | Japón         |
| Europea                 | Undiano Mallenco | España        | Fermín Martínez        | España        |
|                         |                  |               | Juan Yuste Jiménez     | España        |
| Norte y Centroamericana | Benito Archundia | México        | Héctor Delgadillo      | México        |
|                         |                  |               | Marvin Rivera          | México        |
| Oceánica                | Peter O'Leary    | Nueva Zelanda | Brent Best             | Nueva Zelanda |
|                         |                  |               | Matthew Taro           | Islas Salomón |
| Sudamericana            | Pablo Pozo       | Chile         | Patricio Basualto      | Chile         |
|                         |                  |               | Julio Díaz             | Chile         |

## Clubes clasificados
Los clubes participantes clasificaron a lo largo del año a través de las seis mayores competiciones continentales, según el cuadro que figura a continuación. En cursiva, los equipos debutantes en la competición sin tener en cuenta su predecesora, la Copa Intercontinental.
| Confederación                    | Equipo            | Vía de clasificación                                   |
| -------------------------------- | ----------------- | ------------------------------------------------------ |
| UEFA (Europa)                    | Manchester United | Campeón de la Liga de Campeones de la UEFA (2007-2008) |
| Conmebol (América del Sur)       | Liga de Quito     | Campeón de Copa Libertadores de América (2008)         |
| Concacaf (Norte y Centroamérica) | Pachuca           | Campeón de la Copa de Campeones de la Concacaf (2008)  |
| AFC (Asia)                       | Gamba Osaka       | Campeón de la Liga de Campeones de la AFC (2008)       |
| CAF (África)                     | Al-Ahly           | Campeón de la Liga de Campeones de la CAF (2008)       |
| OFC (Oceanía)                    | Waitakere United  | Campeón de la Liga de Campeones de la OFC (2007-2008)  |
| País organizador (Japón)         | Adelaide United*  | Subcampeón de la Liga de Campeones de la AFC (2008)    |

*Adelaide United tomó el cupo del campeón japonés debido a que Gamba Osaka de ese país fue el campeón asiático, y por reglamento no puede haber dos clubes del mismo país.

## Reglamento
Todos los enfrentamientos se resolvieron a partido único. En caso de empate en el período regular quedó establecido que se jugara un tiempo suplementario de treinta (30) minutos, excepto en el partido por el tercer lugar. Si aun así no hubiese habido un ganador, se recurriría al método de tiros desde el punto penal.

## Premios
El monto de los premios en efectivo para los equipos participantes aumentó en medio millón de dólares, en relación con la edición anterior, hasta una cifra total de 16,5 millones, tras los cambios aprobados en Zúrich por la Comisión Organizadora de la FIFA. Este incremento surgió como consecuencia de que se volvió a disputar el partido por el quinto lugar.
La escala de premios, en consecuencia, fue la siguiente:
- 1.º puesto: $5.000.000
- 2.º puesto: $4.000.000
- 3.º puesto: $2.500.000
- 4.º puesto: $2.000.000
- 5.º puesto: $1.500.000
- 6.º puesto: $1.000.000
- 7.º puesto: $   500.000

## Calendario y resultados
- Los horarios correspondieron a la hora de Japón (UTC+9)

### Cuadro de desarrollo
|  | Eliminación preliminar     | Eliminación preliminar     |                            |         | Cuartos de final         | Cuartos de final         |               |               | Semifinales | Semifinales |  |  | Final                      | Final                      |
|  | 11 de diciembre – Tokio    |                            |                            |         |                          |                          |               |               |             |             |  |  |                            |                            |
|  | Adelaide United            | 2                          |                            |         | 14 de diciembre – Toyota | 14 de diciembre – Toyota |               |               |             |             |  |  |                            |                            |
|  | Adelaide United            | 2                          |                            |         | 14 de diciembre – Toyota | 14 de diciembre – Toyota |               |               |             |             |  |  |                            |                            |
|  | Waitakere United           | 1                          |                            |         | Adelaide United          | 0                        |               |               |             |             |  |  |                            |                            |
|  | Waitakere United           | 1                          | 18 de diciembre – Yokohama |         | Adelaide United          | 0                        |               |               |             |             |  |  |                            |                            |
|  |                            |                            |                            |         | Gamba Osaka              | 1                        |               |               |             |             |  |  |                            |                            |
|  | Gamba Osaka                | 3                          |                            |         | Gamba Osaka              | 1                        |               |               |             |             |  |  |                            |                            |
|  | Gamba Osaka                | 3                          |                            |         |                          |                          |               |               |             |             |  |  |                            |                            |
|  |                            |                            | Manchester United          | 5       |                          |                          |               |               |             |             |  |  |                            |                            |
|  |                            |                            | Manchester United          | 5       |                          |                          |               |               |             |             |  |  |                            |                            |
|  |                            |                            | 21 de diciembre – Yokohama |         |                          |                          |               |               |             |             |  |  |                            |                            |
|  |                            |                            |                            |         |                          |                          |               |               |             |             |  |  |                            |                            |
|  | Manchester United          | 1                          |                            |         |                          |                          |               |               |             |             |  |  |                            |                            |
|  | Manchester United          | 1                          | 13 de diciembre – Tokio    |         |                          |                          |               |               |             |             |  |  |                            |                            |
|  |                            | Liga de Quito              | 0                          |         |                          |                          |               |               |             |             |  |  |                            |                            |
|  |                            |                            | 0                          | Al-Ahly | 2                        |                          |               |               |             |             |  |  |                            |                            |
|  | 17 de diciembre – Tokio    |                            |                            | Al-Ahly | 2                        |                          |               |               |             |             |  |  |                            |                            |
|  |                            | Pachuca (t. s.)            | 4                          |         |                          |                          |               |               |             |             |  |  |                            |                            |
|  | Pachuca                    | Pachuca (t. s.)            | 4                          | 0       |                          |                          |               |               |             |             |  |  |                            |                            |
|  | Pachuca                    | Quinto puesto              | Quinto puesto              | 0       |                          |                          | Tercer puesto | Tercer puesto |             |             |  |  |                            |                            |
|  |                            | Quinto puesto              | Quinto puesto              |         | Liga de Quito            | 2                        | Tercer puesto | Tercer puesto |             |             |  |  |                            |                            |
|  | Al-Ahly                    | 0                          | Pachuca                    | 0       | Liga de Quito            | 2                        |               |               |             |             |  |  |                            |                            |
|  | Al-Ahly                    | 0                          | Pachuca                    | 0       |                          |                          |               |               |             |             |  |  |                            |                            |
|  | Adelaide United            | 1                          | Gamba Osaka                | 1       |                          |                          |               |               |             |             |  |  |                            |                            |
|  | Adelaide United            | 1                          | Gamba Osaka                | 1       |                          |                          |               |               |             |             |  |  |                            |                            |
|  | 18 de diciembre – Yokohama | 18 de diciembre – Yokohama |                            |         |                          |                          |               |               |             |             |  |  | 21 de diciembre – Yokohama | 21 de diciembre – Yokohama |

### Eliminación preliminar
| 11 de diciembre de 2008, 19:45 | Adelaide United       | 2:1 (1:1) | Waitakere United | Estadio Nacional, Tokio                                     |                                                             |
|                                | Mullen 39' · Dodd 83' | Reporte   | Seaman 34'       | Asistencia: 19.777 espectadores Árbitro(s): Mohamed Benouza | Asistencia: 19.777 espectadores Árbitro(s): Mohamed Benouza |

### Cuartos de final
| 13 de diciembre de 2008, 13:45 | Al-Ahly                       | 2:4 (2:2, 2:0) (t. s.)(0:2 t. s.) | Pachuca                                      | Estadio Nacional, Tokio                                     |                                                             |
|                                | Pinto 28' (a.g.) · Flávio 45' | Reporte                           | Montes 47' · Giménez 73', 110' · Álvarez 98' | Asistencia: 30.158 espectadores Árbitro(s): Ravshan Irmatov | Asistencia: 30.158 espectadores Árbitro(s): Ravshan Irmatov |

| 14 de diciembre de 2008, 19:30 | Adelaide United | 0:1 (0:1) | Gamba Osaka | Estadio Toyota, Toyota                                 |                                                        |
|                                |                 | Reporte   | Endō 23'    | Asistencia: 38.141 espectadores Árbitro(s): Pablo Pozo | Asistencia: 38.141 espectadores Árbitro(s): Pablo Pozo |

### Quinto lugar
| 18 de diciembre de 2008, 16:30 | Al-Ahly | 0:1 (0:1) | Adelaide United | Estadio Internacional, Yokohama                           |                                                           |
|                                |         | Reporte   | Cristiano 7'    | Asistencia: 35.154 espectadores Árbitro(s): Peter O'Leary | Asistencia: 35.154 espectadores Árbitro(s): Peter O'Leary |

### Semifinales
| 17 de diciembre de 2008, 19:30 | Pachuca | 0:2 (0:2) | Liga de Quito           | Estadio Nacional, Tokio                                     |                                                             |
|                                |         | Reporte   | Bieler 4' · Bolaños 26' | Asistencia: 33.366 espectadores Árbitro(s): Alberto Undiano | Asistencia: 33.366 espectadores Árbitro(s): Alberto Undiano |

| 18 de diciembre de 2008, 19:30 | Gamba Osaka                                      | 3:5 (0:2) | Manchester United                                                    | Estadio Internacional, Yokohama                              |                                                              |
|                                | Yamazaki 74' · Endō 85' (pen.) · Hashimoto 90+1' | Reporte   | Vidić 28' · Cristiano Ronaldo 45+1' · Rooney 75', 79' · Fletcher 78' | Asistencia: 67.618 espectadores Árbitro(s): Benito Archundia | Asistencia: 67.618 espectadores Árbitro(s): Benito Archundia |

### Tercer lugar
| 21 de diciembre de 2008, 16:30 | Pachuca | 0:1 (0:1) | Gamba Osaka  | Estadio Internacional, Yokohama                        |                                                        |
|                                |         | Reporte   | Yamazaki 29' | Asistencia: 62.619 espectadores Árbitro(s): Pablo Pozo | Asistencia: 62.619 espectadores Árbitro(s): Pablo Pozo |

### Final
| 1          | Guardameta     | José Francisco Cevallos |     |
| 23         | Defensa        | Jairo Campos            |     |
| 3          | Defensa        | Renán Calle             | 77' |
| 2          | Defensa        | Norberto Araujo         |     |
| 14         | Defensa        | Diego Calderón          |     |
| 13         | Centrocampista | Néicer Reasco           | 82' |
| 15         | Centrocampista | William Araujo          |     |
| 8          | Centrocampista | Patricio Urrutia        |     |
| 7          | Centrocampista | Luis Bolaños            | 87' |
| 16         | Delantero      | Claudio Bieler          |     |
| 21         | Delantero      | Damián Manso            |     |
| Entrenador | Entrenador     | Edgardo Bauza           |     |

| 1          | Guardameta     | Edwin van der Sar |     |
| 21         | Defensa        | Rafael da Silva   | 85' |
| 5          | Defensa        | Rio Ferdinand     |     |
| 15         | Defensa        | Nemanja Vidić     |     |
| 3          | Defensa        | Patrice Evra      |     |
| 13         | Centrocampista | Park Ji-sung      |     |
| 16         | Centrocampista | Michael Carrick   |     |
| 8          | Centrocampista | Anderson          | 88' |
| 7          | Centrocampista | Cristiano Ronaldo |     |
| 10         | Delantero      | Wayne Rooney      |     |
| 32         | Delantero      | Carlos Tévez      | 51' |
| Entrenador | Entrenador     | Alex Ferguson     |     |

| 4  | Defensa        | Paúl Ambrosi   | 77' |
| 20 | Centrocampista | Pedro Larrea   | 82' |
| 19 | Delantero      | Reinaldo Navia | 87' |

| 23 | Defensa        | Jonny Evans     | 51' |
| 2  | Defensa        | Gary Neville    | 85' |
| 24 | Centrocampista | Darren Fletcher | 88' |

| Anotado | 73' | Wayne Rooney | 0–1 |

| Amonestado | 2'  | Claudio Bieler          |
| Amonestado | 36' | Jairo Campos            |
| Amonestado | 44' | José Francisco Cevallos |
| Amonestado | 66' | Renán Calle             |
| Amonestado | 71' | William Araujo          |

| Amonestado | 70' | Anderson |

| Expulsado | 49' | Nemanja Vidić |

| Árbitro             | Ravshan Irmatov        |
| Árbitros asistentes | Abdukhamidullo Rasulov |
| Árbitros asistentes | Bahadyr Kochkorov      |
| Cuarto árbitro      | Yūichi Nishimura       |

| 1          | Guardameta     | José Francisco Cevallos |     |
| 23         | Defensa        | Jairo Campos            |     |
| 3          | Defensa        | Renán Calle             | 77' |
| 2          | Defensa        | Norberto Araujo         |     |
| 14         | Defensa        | Diego Calderón          |     |
| 13         | Centrocampista | Néicer Reasco           | 82' |
| 15         | Centrocampista | William Araujo          |     |
| 8          | Centrocampista | Patricio Urrutia        |     |
| 7          | Centrocampista | Luis Bolaños            | 87' |
| 16         | Delantero      | Claudio Bieler          |     |
| 21         | Delantero      | Damián Manso            |     |
| Entrenador | Entrenador     | Edgardo Bauza           |     |

| 1          | Guardameta     | Edwin van der Sar |     |
| 21         | Defensa        | Rafael da Silva   | 85' |
| 5          | Defensa        | Rio Ferdinand     |     |
| 15         | Defensa        | Nemanja Vidić     |     |
| 3          | Defensa        | Patrice Evra      |     |
| 13         | Centrocampista | Park Ji-sung      |     |
| 16         | Centrocampista | Michael Carrick   |     |
| 8          | Centrocampista | Anderson          | 88' |
| 7          | Centrocampista | Cristiano Ronaldo |     |
| 10         | Delantero      | Wayne Rooney      |     |
| 32         | Delantero      | Carlos Tévez      | 51' |
| Entrenador | Entrenador     | Alex Ferguson     |     |

| 4  | Defensa        | Paúl Ambrosi   | 77' |
| 20 | Centrocampista | Pedro Larrea   | 82' |
| 19 | Delantero      | Reinaldo Navia | 87' |

| 23 | Defensa        | Jonny Evans     | 51' |
| 2  | Defensa        | Gary Neville    | 85' |
| 24 | Centrocampista | Darren Fletcher | 88' |

| Anotado | 73' | Wayne Rooney | 0–1 |

| Amonestado | 2'  | Claudio Bieler          |
| Amonestado | 36' | Jairo Campos            |
| Amonestado | 44' | José Francisco Cevallos |
| Amonestado | 66' | Renán Calle             |
| Amonestado | 71' | William Araujo          |

| Amonestado | 70' | Anderson |

| Expulsado | 49' | Nemanja Vidić |

| Árbitro             | Ravshan Irmatov        |
| Árbitros asistentes | Abdukhamidullo Rasulov |
| Árbitros asistentes | Bahadyr Kochkorov      |
| Cuarto árbitro      | Yūichi Nishimura       |

| \| Estadísticas \| \| \| \| Tiros \| 10 \| 16 \| \| Tiros al arco \| 3 \| 9 \| \| Faltas \| 26 \| 17 \| \| Tiros de esquina \| 5 \| 3 \| \| Tiros libres \| 0 \| 1 \| \| Penales \| 0 \| 0 \| \| Fueras de juego \| 3 \| 1 \| \| Posesión del balón \| 45% \| 55% \| | Alineación inicial |                       |
| Estadísticas | Bandera de Ecuador | Bandera de Inglaterra |
| Tiros | 10                 | 16                    |
| Tiros al arco | 3                  | 9                     |
| Faltas | 26                 | 17                    |
| Tiros de esquina | 5                  | 3                     |
| Tiros libres | 0                  | 1                     |
| Penales | 0                  | 0                     |
| Fueras de juego | 3                  | 1                     |
| Posesión del balón | 45%                | 55%                   |

|                                                                       |
| Bandera de Inglaterra                                                 |
| Campeón Manchester United                                             |
| 1.er título 2.do título mundial considerando la Copa Intercontinental |

## Estadísticas

### Goleadores
| Jugador           | Equipo            | Goles |
| ----------------- | ----------------- | ----- |
| Wayne Rooney      | Manchester United | 3     |
| Christian Giménez | Pachuca           | 2     |
| Yasuhito Endō     | Gamba Osaka       | 2     |
| Masato Yamazaki   | Gamba Osaka       | 1     |
| Paul Seaman       | Waitakere United  | 1     |
| Daniel Mullen     | Adelaide United   | 1     |
| Travis Dodd       | Adelaide United   | 1     |
| Flávio            | Al-Ahly           | 1     |
| Luis Montes       | Pachuca           | 1     |
| Damián Álvarez    | Pachuca           | 1     |
| Claudio Bieler    | Liga de Quito     | 1     |
| Luis Bolaños      | Liga de Quito     | 1     |
| Cristiano         | Adelaide United   | 1     |
| Nemanja Vidić     | Manchester United | 1     |
| Cristiano Ronaldo | Manchester United | 1     |
| Darren Fletcher   | Manchester United | 1     |
| Hideo Hashimoto   | Gamba Osaka       | 1     |

### Balón de Oro
| Jugador           | Equipo            | Nacionalidad |
| ----------------- | ----------------- | ------------ |
| Wayne Rooney      | Manchester United | Inglaterra   |
| Cristiano Ronaldo | Manchester United | Portugal     |
| Damián Manso      | Liga de Quito     | Argentina    |

### Clasificación final
| Equipo | Equipo            | PJ | PG | PE | PP | GF | GC | Dif | Rend   |
| ------ | ----------------- | -- | -- | -- | -- | -- | -- | --- | ------ |
| 1      | Manchester United | 2  | 2  | 0  | 0  | 6  | 3  | 3   | 100%   |
| 2      | Liga de Quito     | 2  | 1  | 0  | 1  | 2  | 1  | 1   | 50%    |
| 3      | Gamba Osaka       | 3  | 2  | 0  | 1  | 5  | 5  | 0   | 66,67% |
| 4      | Pachuca           | 3  | 1  | 0  | 2  | 4  | 5  | -1  | 33,33% |
| 5      | Adelaide United   | 3  | 2  | 0  | 1  | 3  | 2  | 1   | 66,67% |
| 6      | Al-Ahly           | 2  | 0  | 0  | 2  | 2  | 5  | -3  | 0%     |
| 7      | Waitakere United  | 1  | 0  | 0  | 1  | 1  | 2  | -1  | 0%     |